# 中村健次
中村 健次（なかむら けんじ、1969年3月20日 - ）は、日本のタレント。京都府出身。
2011年以降、複数の地方プロレス団体を立ち上げ、2024年時点は4団体の代表を務め歌手　作詞　作曲　俳優 　興行　映画監督　音楽プロデューサー等多才なマルチプレイヤーでもある。
中村エンタテインメント代表で福祉関連の訪問美容Ｋ＆Ｎを立ち上げ実業家としての顔を持つ。

## 来歴
2003年に中村エンタテインメント所属、タレントとして本格的に活動をスタートする。
2004年4月より、KBS京都で「中村健次の演歌通信」同年、8月『おおきに演歌』が放送される。
2007年、前川清&クール・ファイブ（現在）2006年、クールファイブの付き人、大川栄策のもと1年間東京で修行する。
2011年9月23日京都初のご当地プロレス団体、京都プロレスリングは、イオンモール京都ハナ（現イオンモール京都五条）で旗揚げし団体のエースに牛若丸、閻魔道、舞子はん、くらま天狗のユニークレスラーがいる。
2014年6月23日、TBS
「芸者弁護士 藤波清香 」
京都プロレス牛若丸、中村健次レフェリー役出演
2017年10月28日、滋賀県初のご当地プロレス団体、滋賀プロレスリングは、滋賀県竜王町アグリパーク竜王で旗揚げし団体のエースに竜王町をモーチフにしたドラゴンキング、ストロング比叡山、来来めんのユニークレスラーがいる。
2019年8月18日、石川県初のご当地プロレス団体、石川プロレスリングは、石川県金沢市流通会館で旗揚げし団体のエースに加賀百万石の前田利家をモーチフにした利家、ブラックカレーマン、香箱カニクィーンのユニークレスラーがいる。
2021年11月21日、福井県初のご当地プロレス団体、福井プロレスリングが旗揚げするとともに、福井県美浜町に移住した。
2021年12月30日
サンテレビ年末ドラマ
『勝手にライブをしやがれ!!』
（2021年12月30日O.A.）
（島田角栄監督・脚本 作品）刑事役出演
2022年、福井県内17か所に地域限定プロレス団体を旗揚げすることを目指し同年6月、美浜町に美浜プロレスリングを旗揚げし同年、12月にも若狭町で若狭プロレスリングを旗揚げした。
2022年、8月の記録的な大雨で被害を受けた福井県南越前町を元気づけたいと、県内のご当地プロレス団体「福井プロレスリング」は、同年10月22日、同町南条勤労者体育センターで無料興行を実施し勝山市でも復興支援プロレスを同年12月4日に勝山市林業者トレーニングセンターで開催し大盛況に終え被災地に『笑顔を届けた』。南越前町大会、勝山市大会での復興募金を集め寄付をした。
2022年、11月21日，福井県初のご当地プロレス団体、福井プロレスリングを旗揚げし2022年、11月18日、『おもっしぇえ、福井プロレス１周年大会～原点回帰～』福井市内ハピテラスで1周年大会を開催し福井県出身の新人レスラー、吉井天陽をデビューさせ大盛況に終える。
2023年2月19日、福井プロレスリングは、福井県の嶺南地域から嶺北地域を活動拠点に鯖江市川島町で福井プロレスリングの道場を構え活動する。
同年、2月15日、福井北ロータリークラブは、福井プロレスリング代表の中村健次を招いた講演会を福井市ザ・グランユアーズフクイで開いた。
2023年4月3日
サンテレビ連続ドラマ
『稲妻ムービーマーケット』（島田角栄監督・脚本作品）殺し屋役出演
同年、7月18日、鯖江市川島町に開設した道場イベント「おもっしぇえ福井プロレスリング第１回道場マッチ」を大盛況に終える。
同年、11月12日。鯖江市河和田地区の仕出し屋料理店とコラボし初企画のイベント「河和田寄席」が開かれ季節の料理とエンターテインメントで地域を元気づけようと今後も定期開催を予定している。
同年、12月15日、地元福井県三方郡美浜町の福祉施設で、福井プロレスリング代表、中村健次がサンタクロース姿になって施設の利用者にプレゼントを手渡した。
2022年、福井県内17か所に地域限定プロレス団体を旗揚げすることを目指しスタートした同年6月、美浜町に美浜プロレスリングを旗揚げし同年、12月にも若狭町で若狭プロレスリングを旗揚げし2024年9月15日南越前町に南えちぜんプロレスリングを旗揚げした。
2024年、6月25日中村代表は「福井県をプロレスだけでなく歌で盛り上げたい」と発表した。
福井県１７カ所市町にご当地ソングを制作する。あわら市「浜坂漁港」池田町「能楽に魅せられて」永平寺町「永平寺そば」越前市「越前和紙の里」越前町「もの恋越前」おおい町「若狭甘鯛」大野市「越美北線」小浜市「逢いたくて」勝山市「勝山左義長まつり〜冬の風物詩〜」坂井市「漁師のせがれ〜三国漁港〜」鯖江市「越前漆器」南越前町「山海里」福井市「福井の夜」美浜町「親子船〜日向漁港〜」高浜町「若狭富士」敦賀市「敦賀物語」若狭町「若狭レインボーライン」すでに作詞はできているとのこと。
2024年11月2日（土）１４時
福井プロレスリング旗揚げ３周年記念大会を
北陸新幹線越前たけふ駅前の道の駅たけふで開催すると発表した。
2024年11月2日（土）
福井県越前市の道の駅越前たけふで、「福井プロレス旗揚げ3周年記念〜4団体頂上決戦〜」を開催した。福井プロレスのエース義景が戦国チャンピオン　京都大文字ヘビー級２冠王座を返上し４団体頂上決戦に臨んだ。参加選手は京都プロレス　牛若丸　滋賀プロレス　ドラゴンキング
石川プロレス　利家　決勝は石川プロレスVS福井プロレス
エースの義景が二冠王座に返り咲いた。３周年記念大会にデビューした北陸新幹線つるぎがまるまつ仮面に負ける。
福井プロレスは2021年11月21日　ＪＲ福井駅前のハピテラスで旗揚げされた。
その後、代表の中村健次は福井県三方郡美浜町に移住し福井県を盛り上げる。
2025年5月11日（土）
福井県越前市の道の駅越前たけふで、「おもっしえぇ福井プロレス〜道の駅たけふ第二章〜」を開催し越前市在住の中学生田中たいが選手がメガネ仮面を相手にエキシビションマッチを行った。本格的デビューは秋になるが中村代表の指導力に期待される。
昨年末には福井県１７カ所のご当地ソングを制作し作詞作曲をし昨年９月にスタートした〜ご当地ソングを届けたい〜歌謡ショーが、小浜市，越前市　おおい町で地元出身の作家水上勉先生ゆかりの一滴文庫の施設内の『くるま椅子劇場』で2025年、7月12日に開催した。

## 人物
デビュー当時から京都府、滋賀県、福井県で福祉施設に慰問を始め福祉活動を続けている。
2011年の東日本大震災の際には被災地に支援物資を届ける。
2022年、福井県の市や町17ヵ所で地域限定プロレス団体を旗揚げし地域活性化に繋がればと６月に移住先の福井県三方郡美浜町で，美浜プロレスリングを旗揚げし同年、12月に福井県三方上中郡若狭町に若狭プロレスリングを旗揚げした。
2003年に福祉施設での慰問を京都、滋賀、福井県でスタートし2023 年7月、鯖江市の児童養護福祉施設でプロレスと福井県立大学アメフト部とコラボし施設の子供達に笑顔を届けた。
同年12月15日、地元福井県美浜町の福祉施設でサンタ姿になってプレゼントを手渡した。
2024年3月1日福井プロレスリングは令和6年1月1日 能登地方を震源とする地震の災害に対し、心よりお見舞い申し上げます。
同団体の代表、中村健次は2019年、8月にファンとの絆で石川県にご当地プロレス団体、石川プロレスリングを金沢市で旗揚げし石川県の皆様にはご支援とご声援をいただき、昨年は福井プロレスリングとの交流戦では両団体のエースが対戦しテレビ、新聞でも話題になりました。そのご縁もあって、中村健次はこの度の能登半島地震の一日も復興の為に同年3月9日、福井県内のショッピングモールレピア（若狭町）で所属レスラーと能登半島地震の義援金を呼びかけると同団体は発表した。
2024年、3月31日（日）被災地の支援を続けているＮＰＯ法人が企画し発起人の博愛プロレス代表大関氏が各プロレス団体の代表に声をかけ参加した団体は信州プロレスリング（長野県）、柳ケ瀬プロレス（岐阜県）福井プロレスリング（福井県）が集結し参加レスラーは、ザグレートサスケ、アントニオ小猪木（西口プロレス）、くいしんぼう仮面（大阪プロレス）が石川県珠洲市飯田町の乗光寺の境内で能登半島地震で被災した子どもたちを元気づけようと、プロレスラーたちが試合を繰り広げたり一緒に綱引きをしたりして交流した。
2024年、1月1日に能登半島を震源とした地震の災害に対して同年、3月31日に能登半島地震の珠洲市に募金を届けNPO博愛プロレスに賛同しプロレスと被災地の子どもたちと綱引きをしたり笑顔を届けた。被災地の現状は3ヶ月経っても建物はそのままで手つかずのままで復興にはかなりの時間がかかる。被災地の復興を呼び掛けるイベント「〜今も忘れられない子供達の笑顔」が5月11日、福井県鯖江市のつつじホールで開催され入場無料。会場では3月に訪れた被災地の状況を代表　中村健次が語るトークショーや写真の展示などを通じて、被災地の現状を市民に伝え、道半ばにある復興をさらに推し進める取り組みの重要性を訴える。当日、能登半島地震の復興義援金を呼びかける。2011年の東日本大震災に支援物資を届けるなど2011年の東日本大震災の写真も展示した。
5月11日、鯖江市川島町のデイサービス「Ｏｎｅ　Ｈｅａｒｔ　リハビリの家」を慰問した。中村代表と親交のあるクールファイブの「長崎は今日も雨だった」を熱唱し利用者は感動した。
5月12日、福井県鯖江市の鯖江シティホテルで〜能登半島復興支援チャリティー〜クールファイブ芸能生活55周年の歌謡ショーのボーカルに中村健次がクールファイブをバックコーラスに内山田洋とクール・ファイブのヒット曲を歌い会場は超満員。中村は、プロレスだけでなく歌謡界でも「地元福井県を盛り上げて行きたい」と語る。
中村エンターテインメント所属の中村健次が（美浜町）が作詞を手掛けた美浜、若狭両町を題材にしたご当地楽曲「若狭レインボーライン」のお披露目と地元シンガーソングライター向日葵が歌唱に選ばれ6月22日、若狭町鳥浜のショッピングモールレピアで開かれた。
福井県山頂公園レインボーラインのHPにご当地ソングとして紹介される。中村健次はプロレスの代表だけでなく多才な分野にも注目を浴びるマルチプレイヤーである。
地域限定プロレス団体
「南えちぜんプロレスリング旗揚げ戦」が2024年9月15日（日）南越前町南条勤労者体育センターにて開催された。
ご当地キャラクターの吊し柿BOY　花はすキッド　そばウォリアー　豪雪ソルジャー　等　ユニークレスラーが勢揃いエースには球道くんがいる。
中村代表は福井県内の１７市町に地域限定プロレス団体の旗揚げを目指している。
毎年恒例になった「中村サンタ」が
今年も、2024年12月10日（火）、地元福井県美浜町の福祉施設でサンタ姿になって利用者にプレゼントを手渡した。